# Mitosehemmer
Ein Mitosehemmer (auch Mitoseinhibitor oder Mitosegift) ist ein Wirkstoff, der die Mitose, also die ungeschlechtliche Zellteilung, hemmt. Er unterbricht Mikrotubuli, das sind Strukturen, die die Chromosomen bei der Zellteilung auseinanderziehen. Mitoseinhibitoren werden in der Krebsbehandlung eingesetzt, da Krebszellen durch die ständige mitotische Teilung wachsen und sich schließlich im Körper ausbreiten (metastasieren) können. Daher reagieren Krebszellen empfindlicher auf die Hemmung der Mitose als normale Zellen. Mitoseinhibitoren werden auch in der Zytogenetik eingesetzt, wo sie die Zellteilung in einem Stadium stoppen, in dem die Chromosomen leicht untersucht werden können.

## Wirkung
Mitoseinhibitoren werden von natürlichen Substanzen wie Pflanzenalkaloiden abgeleitet und verhindern, dass Zellen eine Mitose durchlaufen, indem sie die Mikrotubuli-Polymerisation unterbrechen und so ein ungebremstes Wachstum verhindern. Mikrotubuli sind lange, seilartige Proteine, die sich durch die Zelle erstrecken und zelluläre Komponenten bewegen. Mikrotubuli sind lange Polymere, die aus kleineren Einheiten (Monomeren) des Proteins Tubulin bestehen. Mikrotubuli werden während der normalen Zellfunktionen durch den Zusammenbau (Polymerisation) von Tubulin-Komponenten gebildet und wieder abgebaut, wenn sie nicht mehr benötigt werden. Eine der wichtigen Funktionen der Mikrotubuli ist die Bewegung und Trennung von Chromosomen und anderen Komponenten der Zelle für die Mitose. Mitoseinhibitoren greifen in den Auf- und Abbau von Tubulin zu Mikrotubuli-Polymeren ein. Dadurch wird die Zellteilung unterbrochen, in der Regel während der M-Phase des Zellzyklus, wenn sich zwei Sätze voll ausgebildeter Chromosomen in Tochterzellen trennen sollen.

## Arzneimittel
Beispiele für Mitosehemmer, die häufig bei der Behandlung von Krebs eingesetzt werden, sind Paclitaxel, Docetaxel, Vinblastin, Vincristin und Vinorelbin. Colchicin und Griseofulvin sind Mitosehemmer, die bei der Behandlung von Gicht bzw. Zehennagelpilz eingesetzt werden.